# Adalbert Deckert (Mathematiker)
Adalbert Antonius Deckert (* 12. Juni 1884 in Kohlhof-Neunkirchen im Saarland; † nach 1950) war ein deutscher Mathematiker, Physiker und Hochschullehrer.

## Leben
Adalbert Deckert war der Sohn des Lehrers Adam Deckert († 1904).
Er absolvierte 1902 sein Abitur in Kaiserslautern und begann anschließend ein Studium der Mathematik und Physik an der Technischen Hochschule und Universität München, das er 1905 mit dem Ersten und 1906 mit dem Zweiten Staatsexamen abschloss. Seine akademische Ausbildung setzte er an der Universität Tübingen fort, wo er 1909 promovierte; seine Dissertation trug den Titel Temperaturmessung mittelst eines Widerstandsthermometers.
Nach seiner Promotion war Adalbert Deckert von 1906 bis 1908 als wissenschaftlicher Mitarbeiter am optisch-astronomischen Institut C. A. Steinheil & Söhne sowie im Deutschen Museum in München tätig. In den folgenden Jahren betätigte er sich im höheren Preußischen Schuldienst und war von 1913 bis 1918 Oberlehrer an der Marine-Ingenieurschule (siehe Technische Marineschule (Kiel)) in Kiel. 1918 wurde er Professor an der Schiffstechnischen Hochschule in Triest und wechselte danach an die Technische Gewerbeschule (siehe Technologisches Gewerbemuseum) in Wien.
Seine Karriere führte ihn weiter nach Berlin, wo er von 1920 bis 1923 als Referent und Postrat im Telegraphentechnischen Reichsamt im Reichspostministerium arbeitete, gefolgt von einer Tätigkeit im Polizeibildungswesen in Preußen bis 1931; zuletzt war er Referent im Reichsministerium des Innern für das Technische Bildungswesen der Schutzpolizei Preußens. In den Jahren 1932 bis 1935 lehrte er an der Universität Wuzhou und der Tongji-Universität in China. Nach einer Phase freier wissenschaftlicher und technischer Arbeiten von 1936 bis 1939 war Adalbert Deckert Professor an Ingenieurschulen in Berlin (siehe Berliner Hochschule für Technik) und Wismar (siehe Hochschule Wismar).
Nach dem Zweiten Weltkrieg wurde er 1946 Professor für Methodik des Mathematikunterrichts an der Universität Rostock, bevor er 1948 aufgrund gesundheitlicher Probleme emeritiert wurde. Sein weiterer Lebensweg nach dieser Zeit ist nicht dokumentiert, jedoch verbrachte er seinen Ruhestand in Wilhelmshaven.

## Schriften (Auswahl)
- Temperaturmessung mittelst eines Widerstandsthermometers. 1909.
- Lehrbuch der Mathematik.
  - Teil 1: Algebra und Planimetrie für Präparandenanstalten. Breslau, 1913.
  - Teil 2: Algebra für Seminare. Breslau, 1913.
  - Teil 3: Planimetrie, Stereometrie und Trigonometrie für Seminare. Breslau, 1913.
- Trigonometrie. Breslau, 1914.
- Infinitesimalrechnung mit Anwendungen auf Naturwissenschaften und Technik.
  - Differentialrechnung. Hildesheim, 1914.
  - Integralrechnung. Hildesheim, 1916.
  - Mechanische Wärmetheorie. Hildesheim, 1920.
- Einführung in die Vektorrechnung. Kempten, 1916; 3. Auflage Füssen, 1959.
- Einführung in die Funkentelegraphie. Kempten, 1917.
- Analytische Geometrie. Breslau, 1918.
- Einführung in die sphärische Trigonometrie. Wilhelmshaven, 1918.
- Mechanik. Kempten 1919.
- Magnetismus und Elektrizität. Kempten, 1919.
- Mechanische Wärmetheorie. Hildesheim, 1920.
- Algebra. Kempten, 1923.
- Planimetrie. Kempten, 1923.
- Einführung in die Stereometrie. Kempten, 1923.
- Ulfilas Meyer, Adalbert Deckert: Tafeln der Hyperbelfunktionen: Formeln. Kempten, 1924.
- Aufgaben und Stoffe für den mathematischen Unterricht an Mittelschulen. Wittenberg, 1925.
- Grundbegriffe der ebenen Geometrie. Berlin, 1927.
- Grundbegriffe der Technik. Berlin, 1927.
- Grundbegriffe der ebenen Trigonometrie. Berlin, 1927.
- Die sieben Rechnungsarten mit Anwendungen. Berlin, 1927.
- Mathematische Hilfsmittel für Techniker: Eine Sammlung von Formeln. Wittenberg, 1927.
- Grundbegriffe der Chemie. Leipzig, 1929.
- Grundlagen der Raummessung. Leipzig, 1929.
- Analytische Geometrie. Leipzig, 1941; 2. Auflage Füssen, 1949.